# Synagoga Beit Tikwa w Bielefeld
Synagoga Beit Tikwa w Bielefeld – synagoga w mieście Bielefeld przy Detmolder Straße 107.

## Historia
Pierwszą synagogę w Bielefeld wzniesiono w 1847. Na początku XX w. budowla okazała się zbyt mała. Dzięki pożyczce uzyskanej od władz miejskich zakupiono parcelę, na której wzniesiono nową synagogę według projektu Eduarda Fürstenau. Poświęcono ją 20 września 1905. Synagoga została podpalona podczas nocy kryształowej, a następnie zburzona.
W XXI w. gmina żydowska w Bielefeld zakupiła ewangelicki kościół im. Paula Gerhardta. W 2008 przebudowano go na synagogę, którą poświęcono 21 września 2008.